# Нерастанное
Нерастанное (в/ч 51952) — закрытый военный городок, расположенный в городском округе Чехов Московской области России. Образован 4 апреля 1952 года на базе села Нерастанное, известного с XVIII века. Является подразделением радиоэлектронной разведки средств связи (радиоперехвата) 16-го центра ФСБ России (Центр радиоэлектронной разведки на средствах связи, ранее 16-е управление КГБ, Главное управление радиоэлектронной разведки средств связи ФАПСИ, 3-е главное управление ФАПСИ).

## Достопримечательности

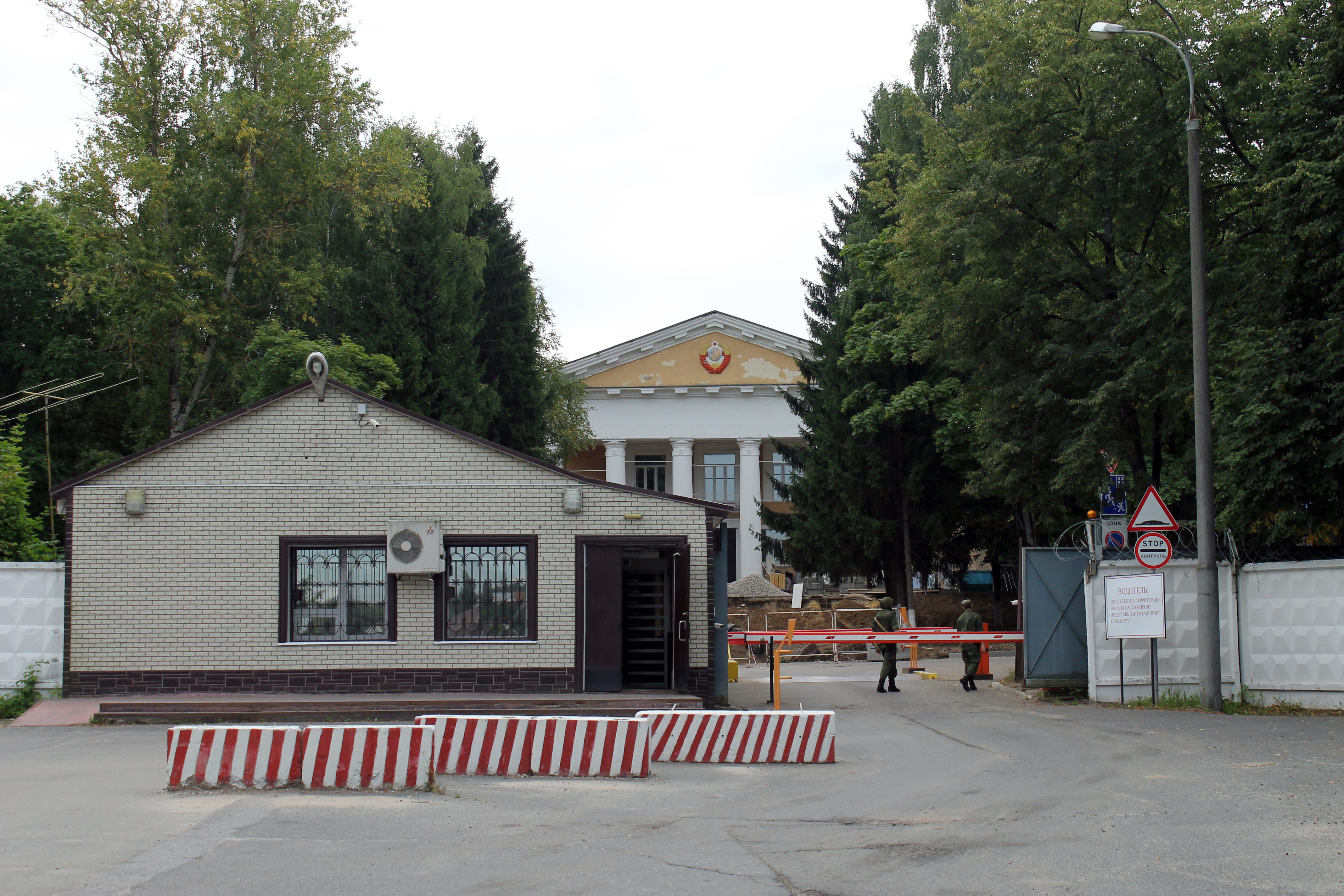
Контрольно-пропускной пункт на въезде в городок

На территории городка расположены усадьба Нерастанное, Храм Тихвинской иконы Божьей Матери.

## Инфраструктура
По 25-му маршруту со станции Чехов едет обычный автобус (остановка в деревне Попово в 300 м от КПП) и маршрутка-микроавтобус (до ворот КПП).